# Hyperaspis weisei
Hyperaspis weisei är en skalbaggsart som beskrevs av Schaeffer 1908. Hyperaspis weisei ingår i släktet Hyperaspis och familjen nyckelpigor. Inga underarter finns listade i Catalogue of Life.